# Разлом времени
«Разлом времени» (англ. Curvature) — американский фантастический триллер 2017 года режиссёра  Диего Халливиса. Премьера в мире состоялась 8 октября 2017 года.

## Сюжет
Хелен работает инженером в высокотехнологичной компании, которая занимается исследованием возможности путешествия во времени. Её муж Уэллс, работавший вместе с ней, месяц назад покончил жизнь самоубийством и Хелен тяжело переживает утрату. Вскоре с ней встречается коллега Уэллса Томас и просит благословения на продолжение работы по проекту. Дома у Хелен происходит провал в памяти после которого она получает странный телефонный звонок, который её голосом сообщает ей, что через минуту к её дому подъедет чёрная BMW и она должна бежать от мужчины, который на ней приедет. Хелен удаётся скрыться от неизвестного мужчины, который позже оказывается помощником Томаса, считающим, что за Хелен необходимо следить, но Томас считает, что Хелен неопасна. Вскоре Хелен встречает своего коллегу Алекса, который сообщает ей, что она неизвестно где пропадала в течение недели. Хелен просит Алекса поехать вместе с ним в коттедж, где Уэллс покончил жизнь самоубийством. Вскоре после приезда в коттедж к нему на глазах Хелен и Алекса подъезжает пропавшая ранее машина Хелена и сразу же уезжает. Тогда Хелен с телефона Алекса набирает свой номер и на другом конце отвечает голос Хелен, быстро прервав разговор из-за того, что небезопасно. Тем временем Томас проводит эксперименты с перемещением во времени. Его помощник, преследовавший Хелен, подозревает, что она слишком много знает и настаивает на разговоре с ней, но Томас против. Тем не менее помощник продолжает слежку и выясняет, что Хелен покупает в магазинах комплектующие для взрывчатки. Хелен с Алексом находят в коттедже спрятанную видеокамеру, но запись на ней оказывается зашифрованной. Затем, в коттедж приезжают Томас с помощником. В ходе возникшей потасовки Хелен с Алексом сбегают. Хелен считает, что отправила себя в прошлое и хочет найти свою копию, чтобы расспросить обо всём. Вместе с Алексом они приезжают в отель, где им удаётся расшифровать и посмотреть запись на которой Томас незаметно подсыпает яд в бокал Уэллса за то, что тот был против сотрудничества с военными и грозил обнародовать сведения через прессу. Вскоре в отель прибывает помощник Томаса, выследивший Хелен по GPS-маячку, встроенному в пистолет, который она у него забрала в ходе потасовки у коттеджа. Хелен удаётся бежать, а Алекс показывает ему запись с видеокамеры. Машиной времени Уэллса не спасти, так как она отправляет только на 36 часов назад. Они решают срочно найти Томаса, чтобы предупредить об опасности от Хелен. Тем временем, Хелен прибывает к лаборатории, где находится машина времени и встречает там Томаса. Во время уединённой беседы она рассказывает ему, что узнав об убийстве Уэллса, она убила его, но пожалев об этом, отправила себя в прошлое, чтобы исправить ошибку, так как она не убийца. Тем временем копия Хелен проникает к самой  машине времени и переместив себя в прошлое, по таймеру взрывает её. В конце фильма Хелен и Алекс продолжают работать в той же компании.